# 吴家麟
吴家麟（1926年—2017年），男，福建福州人。中国宪法学家，法律逻辑学家。宁夏大学校长。

## 生平
1926年出生于福州市。1947年考入北京大学法律系，师从张志让等学者，1951年毕业。随后在中国人民大学法律系国家法（即宪法）研究生班进修，并在该校“国家法教研室”任教。1954年中国首批评定高等学校教师职称时，被评为“讲师”。
1954年宪法通过后，他撰写了一本宣传宪法的普及读物《宪法基本知识讲话》，获得畅销。1957年5月27日，吴家麟应邀参加了中国政治法律学会召开的一次整风征求意见座谈会，并在会上发言，着重谈到了对中国政治制度和法律制度的意见。不久，声势浩大的反右运动开始了。吴家麟被划为右派，遭到批判。1958年，吴家麟被下放到北京南苑农场监督劳动。
1961年右派称号被取消后，12月被到宁夏大学工作，被迫改教形式逻辑学。文化大革命期间遭受迫害。文革结束后，吴家麟中断了20多年的宪法教学和研究工作重新开始，并于1979年被任命为宁夏大学副校长。1982年参加中国政治学会召开的宪法修改草案座谈会，积极提出宪法草案修改意见。
1983年11月任校长。1985年11月参与创建中国法学会宪法学研究会，担任首届干事会副总干事。1989年卸任。1992年退休。2012年9月被中国法学会授予“全国杰出资深法学家”称号。2015年10月被中国宪法学研究会授予“中国宪法学发展终身成就奖”。
2017年5月3日上午8时因病医治无效在福州逝世，享年91岁。

## 社会职务
宁夏回族自治区第四届政协常委，自治区人大常委会法治委员会副主任。曾任中国法律逻辑研究会会长、中国法学会宪法学研究会副总干事、中国高教学会理事、中国法学会理事、中国政法学会理事、中国逻辑学会理事等众多职务。

## 出版物
1982年9月，由吴家麟主编的高等法学教材《法律逻辑学》由群众出版社出版，该书首次明确使用“法律逻辑学”这一专业名称。他强调，法学逻辑是形式逻辑的一个分支，它本身不是一门法学，但它与法律工作与法学研究有着非常密切的关系。
1983年2月，群众出版社又出版了吴家麟主编的法学教材《宪法学》，是1982年宪法颁布后中国发行的第一部宪法学教材。
他还出版有《故事里的逻辑》、《审案、破案与逻辑》等书籍，并参与了《中国大百科全书·法学卷》的编写工作，任宪法、行政法副主编。